# Bygholm Ådal
Bygholm Ådal este o arie protejată (arie specială de conservare — SAC, sit de importanță comunitară — SCI) din Danemarca întinsă pe o suprafață de 51 ha, integral pe uscat.

## Localizare
Centrul sitului Bygholm Ådal este situat la coordonatele 55°52′13″N 9°44′08″E / 55.870278°N 9.735556°E.

## Înființare
Situl Bygholm Ådal a fost declarat sit de importanță comunitară în august 2002 pentru a proteja 3 specii de animale. Situl a fost protejat și ca arie specială de conservare în decembrie 2011.

## Biodiversitate
Situată în ecoregiunea continentală, aria protejată conține 7 habitate naturale: Pajiști uscate seminaturale și facies de acoperire cu tufișuri pe substraturi calcaroase (Festuco-Brometalia) (* situri importante pentru orhidee), Izvoare petrifiante cu formare de travertin (Cratoneurion), Mlaștini alcaline, Formațiuni ierboase bogate în specii de Nardus, dezvoltate pe substraturi silicioase în zone montane (și în zone submontane, în Europa continentală), Pajiști cu Molinia pe soluri calcaroase, turboase sau argilos-nămoloase (Molinion caeruleae), Liziere de ierburi înalte hidrofile de câmpie și de nivel montan până la alpin, Cursuri de apă de la nivel de câmpie la nivel montan, cu vegetație Ranunculion fluitantis și Callitricho-Batrachion.
La baza desemnării sitului se află mai multe specii protejate:
- mamifere (1): vidră de râu (Lutra lutra)
- nevertebrate (1): Vertigo moulinsiana
- pești (1): cicar (Lampetra planeri)